# Marco Di Lello
Marco Di Lello (Napoli, 14 febbraio 1970) è un politico italiano.
È stato coordinatore della segreteria nazionale del Partito Socialista Italiano, nonché deputato dal 2013 al 2018.
Vive a Roma.

## Biografia

### Attività politica
È stato Segretario nazionale della Federazione dei Giovani Socialisti dall'ottobre 1994 ad aprile 1998.

#### Assessore regionale in Campania
Membro della direzione nazionale dei Socialisti Democratici Italiani di Enrico Boselli, nel maggio 2000 è nominato da Antonio Bassolino assessore regionale all'Urbanistica, edilizia pubblica abitativa e beni culturali.
Lega il suo nome alla riforma urbanistica regionale varata con la legge 16 del 2004 ed al Piano Vesuvia, che pone il divieto di inedificabilità assoluta a fini abitativi nella zona rossa del Vesuvio.
Nel 2005 è confermato assessore, sempre in quota Socialisti Democratici Italiani, ma con la delega al Turismo ed ai Beni Culturali: incarico che manterrà fino al 12 febbraio 2008, giorno in cui si dimetterà in polemica con il presidente di regione Bassolino.
Nel 2009 sostituisce per due mesi Riccardo Nencini, vittima di un grave incidente stradale, al vertice del Partito Socialista Italiano: in tale veste dà vita, con Nichi Vendola, Claudio Fava, Grazia Francescato e Umberto Guidoni, alla lista Sinistra Ecologia Libertà.
Candidato con tale lista alle elezioni europee del 2009 nella circoscrizione Italia meridionale, raccoglie 42.992 preferenze, secondo per numero di consensi dopo Nichi Vendola, pur non risultando eletto, in quanto Sinistra Ecologia Libertà ottiene il 3,12% dei voti, non raggiungendo quindi il quorum del 4%.
Al ritorno di Nencini, diviene coordinatore della segreteria nazionale del Partito Socialista Italiano.

#### Deputato
Grazie all'accordo elettorale tra PSI e PD, alle elezioni politiche del 2013 viene eletto alla Camera dei Deputati, nella circoscrizione Campania 1, in virtù della candidatura nelle liste del Partito Democratico.
Alla Camera si iscrive al gruppo misto per poi aderire l'11 giugno 2013, assieme agli altri tre deputati del PSI, alla componente del gruppo misto "Partito Socialista Italiano (PSI) - Liberali per l'Italia (PLI)", di cui sarà Presidente fino al Dicembre 2015.
A marzo 2015 si candida alle primarie del centro-sinistra in Campania per la corsa da presidente della regione e ottiene il 5,5%, dietro Vincenzo De Luca, che con il 51% dei voti è il vincitore delle primarie, e Andrea Cozzolino (43,5%).
Nel luglio 2015 dichiara di voler dar vita a un'area socialista nel Partito Democratico e il 28 ottobre 2015 presenta quindi a Napoli l'associazione Socialisti & Democratici, promossa insieme ai due deputati Lello Di Gioia e Giuseppe Lauricella, definita "un cantiere di idee" per contaminare il PD.
Il 7 giugno 2016, assieme a Lello Di Gioia e Nello Formisano, aderisce alla componente del Gruppo misto "Movimento PPA-Moderati".
Il 19 gennaio 2017, assieme a Lello Di Gioia, aderisce ufficialmente al Gruppo del Partito Democratico.
Non è più ricandidato alle elezioni politiche del 2018, in quanto escluso dal segretario Matteo Renzi dalle liste del Partito Democratico insieme ai "colonnelli" della minoranza di Andrea Orlando. Annuncia così l'intenzione di abbandonare la politica, tornandosi a dedicare all'attività forense.
Incarichi in Figc
Dopo l'esperienza maturata nel corso dell'indagine da lui coordinata nella Commissione Bicamerale Antimafia su rapporti tra Calcio e Mafia, nel dicembre 2019 viene nominato dal Consiglio Federale della Federcalcio Procuratore aggiunto e Procuratore Federale Interregionale della Figc.
Dal 1 Luglio 2021 è Presidente della Commissione Accordi Economici della Lnd/Figc.
https://www.lnd.it/it/la-lnd/struttura/cae-commissione-accordi-economici